# Hyacinthe Sigismond Gerdil

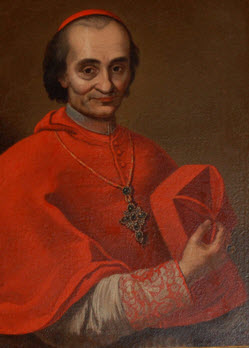
Hyacinthe Sigismond Kardinal Gerdil

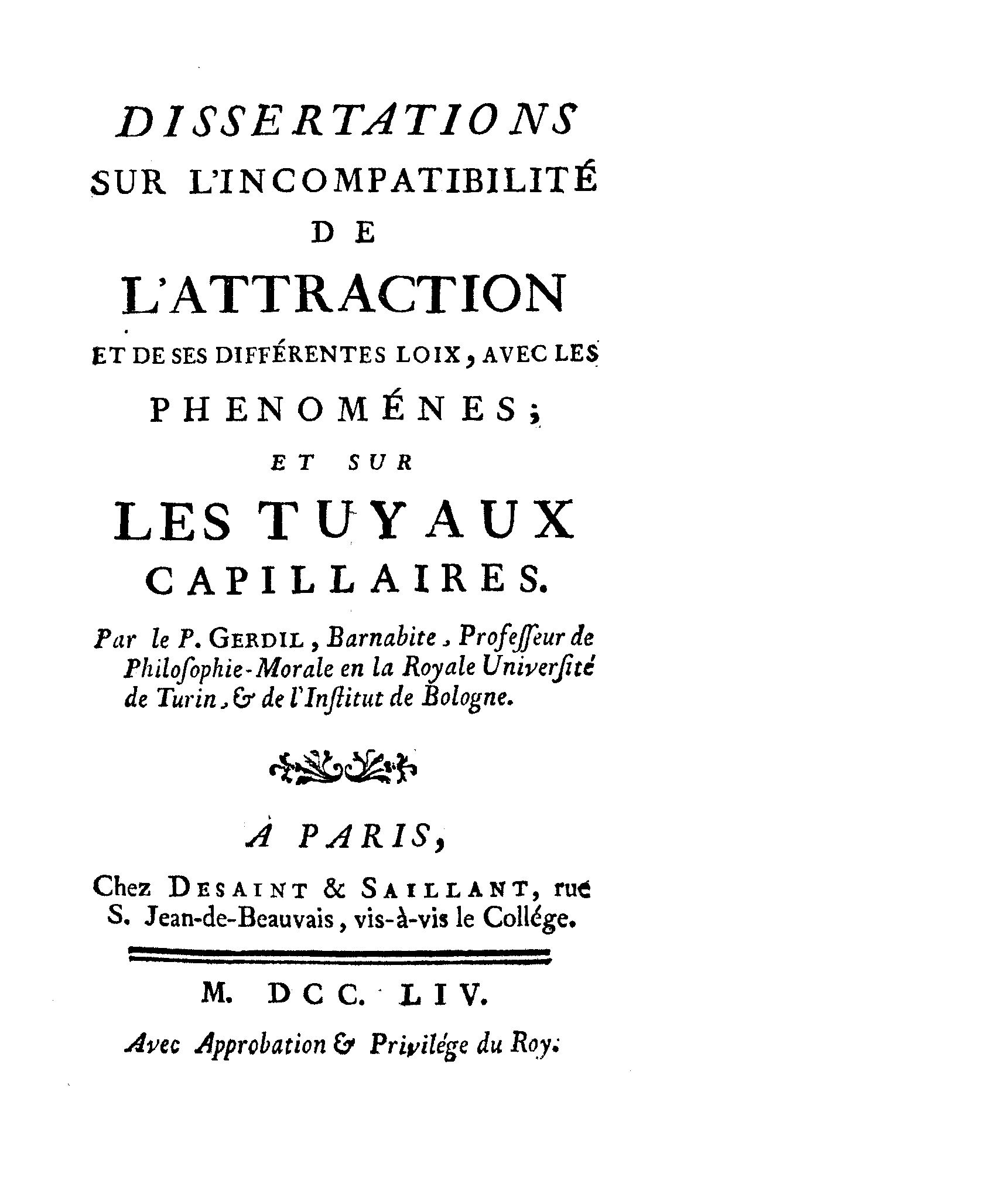
Dissertations sur l'incompatibilité de l'attraction et de ses différentes loix, avec les phenoménes, 1754

Hyacinthe Sigismond Gerdil B, Taufname Jean-François Gerdil (* 23. Juni 1718 in Samoëns, Savoyen; † 12. August 1802 in Rom) war Kardinal der Römisch-katholischen Kirche.

## Leben

### Herkunft und frühe Jahre
Geboren wurde er als Sohn des Notars Pierre Gerdil und dessen Ehefrau Françoise Perrier aus Taninges. 1743 trat er den Regularklerikern der Kongregation vom heiligen Paulus bei und empfing am 11. Juni 1741 die Priesterweihe für diese Kongregation. 1764 wurde er Ordensprovinzial in Piemont und Savoyen, ehe er 1768 zum Generalsuperior der Barnabiten aufstieg. Papst Pius VI. ernannte ihn im August 1775 zum Konsultor der römischen Inquisition.

### Kirchliche Laufbahn
Pius VI. ernannte ihn am 17. Februar 1777 zum Titularbischof von Dibona. Die Bischofsweihe spendete ihm Kardinal Marcantonio Colonna am 2. März 1777; Mitkonsekratoren waren Erzbischof Orazio Mattei und der Bischof von Montalto Francesco Antonio Marcucci. Der Papst erhob ihn am 23. Juni 1777 in pectore zum Kardinal und veröffentlichte seinen Namen als solchen am 11. Dezember 1780. Zunächst Kardinalpriester von San Giovanni a Porta Latina, wechselte er am 20. September 1784 auf die Titelkirche Santa Cecilia. Von 1786 bis 1787 war Gerdil Camerlengo des Kardinalskollegiums. Zusammen mit den Kardinälen Gian Francesco Albani, Leonardo Antonelli, Filippo Campanelli und Francesco Saverio de Zelada bildete er die Kardinalskommission, die die Antwort der Kurie auf die Emser Punktation formulierte. Diese Erwiderung wurde vom Papst 1790 in Rom unter dem Titel Sanctissimi domini nostri Pii papae sexti responsio ad metropolitanos Moguntinum, Trevirensem, Coloniensem et Salisburgensem super nunciaturis apostolicis veröffentlicht. Von 1790 bis 1794 war er Mitglied einer weiteren Kardinalskommission, die eine endgültige Fassung der Bulle Auctorem fidei erarbeitete, die unter dem Datum des 28. August 1794 erlassen wurde und die Beschlüsse der Synode von Pistoia zurückwies. Ferner war er in dieser Zeit Mitglied einer besonderen Kongregation, die sich mit der Vorbereitung der päpstlichen Dokumente befasste, durch die die französische Zivilverfassung des Klerus, der Eid auf diese Zivilverfassung und andere Auflagen der Französischen Revolution verurteilt werden sollten. Ab dem 27. Februar 1795 war Gerdil Präfekt der Propagandakongregation, wozu er 1801 auch noch als Präfekt die Leitung der Indexkongregation übernahm.
Aufgrund der finanziellen Schwierigkeiten, die der Krieg gegen Frankreich mit sich brachte, versiegten die Einnahmen des Kardinals und er sah sich gezwungen, Bücher aus seiner Bibliothek und andere persönliche Habe zu verkaufen. So gewährte ihm König Viktor Amadeus III. von Sardinien-Piemont, obwohl das Land sich selbst in großen Schwierigkeiten befand, die Einkünfte des Klosters Santo Stefano in Ivrea. Am 10. Februar 1798 rückten französische Truppen in Rom ein, und am 20. Februar begab Pius VI. sich nach Siena. Kardinal Gerdil brach am 21. März desselben Jahres in das Piemont auf und erhielt in Siena vom Papst außerordentliche Vollmacht zur Aufrechterhaltung der kirchlichen Disziplin. Unterstützung fand er bei den Kardinälen Francisco Antonio Lorenzana y Butrón, Erzbischof von Toledo, und Antonio Despuig y Dameto, Erzbischof von Sevilla. Am 23. April traf er in Turin ein und wurde von König Karl Emanuel IV., seinem ehemaligen Schüler, empfangen. Als der König zur Abdankung gezwungen wurde und das Königreich Sardinien-Piemont verließ, zog Kardinal Gerdil sich in die Abtei San Michele della Chiusa zurück.
Als Papst Pius VI. am 29. August 1799 in Frankreich starb, begab Kardinal Gerdil sich nach Venedig und nahm dort am Konklave 1799–1800 teil, aus dem Pius VII. als Papst hervorging; während des Konklaves hatte Kardinal Franziskus Herzan von Harras der Ablehnung einer Wahl Gerdils durch Kaiser Franz II. Ausdruck verliehen (Exklusive). Am 23. August 1800 brach er mit dem neugewählten Papst nach Rom auf, das sie am 12. September 1800 erreichten.

### Letzte Jahre und Tod
Kardinal Gerdil erfreute sich noch zwei Jahre körperlicher Gesundheit und geistiger Frische, bis er im August 1802 nach kurzer Krankheit starb. Er wurde in der Kirche der Barnabiten San Carlo ai Catinari in Rom beigesetzt.

## Wirken
Hyacinthe Sigismond Gerdil fungierte als Erzieher der Könige Karl Emanuel IV. und Viktor Emanuel I. von Piemont-Sardinien.

## Werke
Seine Werke, verfasst in Latein, Italienisch und Französisch, umfassen ein breites Spektrum von Themen: Dogmatik, Moraltheologie, Kanonisches Recht, Philosophie, Pädagogik, Geschichtswissenschaft, Physik und Naturwissenschaft. Sie wurden zwischen 1806 und 1821 in zwanzig Quarto-Bänden in Rom veröffentlicht.